# Instituto Nacional de Deportes de Chile
El Instituto Nacional de Deportes (IND), también conocido por su antiguo nombre Chiledeportes, es un servicio público chileno, funcionalmente descentralizado, dotado de personalidad jurídica y patrimonio propio, encargado de ejecutar la política nacional de deportes elaborada por el Ministerio del Deporte (Mindep).
También tiene a su cargo la promoción de la cultura deportiva entre la población chilena, la asignación de recursos para el desarrollo del deporte y la supervigilancia de las organizaciones deportivas en los términos que establece la Ley del Deporte (Ley N.º 19.712 de 2001). En los indígenas, es asesorado por la Corporación Nacional de Desarrollo Indígena.
El Instituto se vincula con el presidente de la República a través del Ministerio del Deporte y puede utilizar, para todos los efectos legales y contractuales, la denominación "Chiledeportes". Desde 2014, su director Nacional es nombrado a través del sistema de Alta Dirección Pública.

## Antecedentes
El primer gran hito de la iniciativa pública en materia de deporte y actividad física fue la creación en el año 1906 del Instituto de Educación Física de la Universidad de Chile. A esta medida siguieron luego una serie de leyes y decretos que intentaron abordar y solucionar los problemas de financiamiento de la actividad deportiva, hasta que, en el año 1929, se refundió en un solo texto la normativa de la Ley de Educación Física. Otra serie de leyes y decretos desembocaron finalmente en la creación de un organismo en agosto de 1939: Defensa de la Raza y Aprovechamiento de las Horas Libres.
En 1942 por medio del Decreto 6-4817 del Ministerio del Interior, se creó la Dirección de Informaciones y Cultura (DIC), la cual absorbió y reestructuró una serie de servicios públicos, entre ellos a la Defensa de la Raza y Aprovechamiento de las Horas Libres. En noviembre de ese mismo año, dentro del DIC se crea el Departamento de Deportes del Ministerio del Interior. La adscripción de ese órgano de administración deportiva al Ministerio del Interior no duraría muchos años.
En 1948 fue designada una comisión cuyo propósito era estudiar una nueva organización del deporte nacional, esta vez bajo la tutela del Ministerio de Defensa Nacional. En 1970 fue aprobada una nueva Ley de Deportes, la ley sobre deportes y recreación publicada en el diario oficial bajo el número 17.276. Dicha normativa transformó la Dirección de Deportes del Estado en Dirección General de Deportes y Recreación (Digeder), siempre dentro del marco del Ministerio de Defensa Nacional. La Digeder existió hasta el año 2001, cuando se promulgó la Ley N.º 19.712, conocida como la Ley del Deporte. Con la publicación de esta Ley, y según lo establecido en el artículo 10 de esta, el 9 de febrero de 2001 se creó el Instituto Nacional de Deportes (IND).

## Política Nacional de Actividad Física y Deportes
La Política Nacional de Deportes fue elaborada en el año 2002 y es el instrumento que establece el horizonte en el que deberán dirigirse los esfuerzos del Estado para la promoción, masificación y mejoramiento del quehacer deportivo. Para la elaboración de esta política, se realizaron reuniones en todas las regiones del país en donde participaron todas las personas vinculadas al ámbito deportivo. En estas reuniones se discutieron los problemas existentes, y cuales podrían ser las soluciones. Con estos resultados se elaboraron los objetivos y la estrategia para abordar estos problemas.
Dentro del documento final, y que actúa como la Política Nacional de Deportes, se plantean los siguientes Objetivos Generales:
- Ampliar la cobertura, fortalecer los programas y la calidad de las actividades física y deportivas en la comunidad nacional.
- Incorporar y fortalecer a los grupos organizados en el desarrollo y ejecución de programas permanentes de actividad física y deportiva.
- Posicionar los valores y beneficios de la práctica de la actividad física y deporte en la población.
- Desarrollar y mejorar el nivel y posición del deporte de alto rendimiento nacional en competiciones internacionales.

Cada uno de estos objetivos cuenta con varios Objetivos Específicos, que tienen relación con las Modalidades establecidas por la Ley del Deporte.}

## Directores Nacionales
Hasta 2013, el director nacional del IND actuaba como Subsecretario de Deportes, dependiente del Ministerio Secretaría General de Gobierno. Sin embargo, con la nueva institucionalidad de la Ley N.º 20.686, ambos cargos se separan, quedando la Subsecretaría de Deportes subordinada al Ministerio del Deporte.
| Director nacional             | Partido | Partido | Inicio                  | final                    | Presidente | Presidente                 |
| ----------------------------- | ------- | ------- | ----------------------- | ------------------------ | ---------- | -------------------------- |
| Arturo Salah Cassani          |         | Ind.    | 22 de enero de 2001     | 6 de marzo de 2003       |            | Ricardo Lagos Escobar      |
| Ernesto Velasco Rodríguez     |         | PRSD    | 17 de marzo de 2003     | 27 de enero de 2005      |            | Ricardo Lagos Escobar      |
| Macarena Carvallo Silva       |         | PRSD    | 1 de febrero de 2005    | 11 de marzo de 2006      |            | Ricardo Lagos Escobar      |
| Catalina Depassier Smith      |         | PDC     | 11 de marzo de 2006     | 23 de enero de 2007      |            | Michelle Bachelet Jeria    |
| Ernesto Moreno Beauchemin (s) |         | PDC     | 23 de enero de 2007     | 15 de marzo de 2007      |            | Michelle Bachelet Jeria    |
| Ana Loreto Ditzel Lacoa       |         | PDC     | 15 de marzo de 2007     | 16 de marzo de 2007      |            | Michelle Bachelet Jeria    |
| Ernesto Moreno Beauchemin (s) |         | PDC     | 18 de marzo de 2007     | 22 de mayo de 2007       |            | Michelle Bachelet Jeria    |
| Ricardo Vorpahl Navarrete     |         | Ind.    | 22 de mayo de 2007      | 30 de julio de 2007      |            | Michelle Bachelet Jeria    |
| Jaime Pizarro Herrera         |         | Ind.    | 30 de julio de 2007     | 17 de noviembre de 2009  |            | Michelle Bachelet Jeria    |
| Marcela González              |         | Ind.    | 19 de noviembre de 2009 | 11 de marzo de 2010      |            | Michelle Bachelet Jeria    |
| Gabriel Ruiz-Tagle            |         | UDI     | 11 de marzo de 2010     | 14 de noviembre de 2013  |            | Sebastián Piñera Echenique |
| Catalina Anfossi Díaz         |         | Ind.    | 15 de noviembre de 2013 | 10 de marzo de 2014      |            | Sebastián Piñera Echenique |
| Néstor Marín Bravo            |         | PS      | 11 de marzo de 2014     | 31 de agosto de 2014     |            | Michelle Bachelet Jeria    |
| Ricardo Loyola Moraga         |         | Ind.    | 1 de septiembre de 2014 | 15 de enero de 2015      |            | Michelle Bachelet Jeria    |
| Sergio Arévalo Macías         |         | Ind.    | 16 de enero de 2015     | 30 de septiembre de 2015 |            | Michelle Bachelet Jeria    |
| Rodrigo Grimalt Suárez        |         | Ind.    | 1 de octubre de 2015    | 10 de octubre de 2015    |            | Michelle Bachelet Jeria    |
| Nelson Serrano García         |         | Ind.    | 11 de octubre de 2015   | 11 de enero de 2016      |            | Michelle Bachelet Jeria    |
| Juan Carlos Cabezas Beroiza   |         | PPD     | 12 de enero de 2016     | 6 de abril de 2017       |            | Michelle Bachelet Jeria    |
| Christian Droguett Campos     |         | PS      | 11 de abril de 2017     | 2 de abril de 2018       |            | Michelle Bachelet Jeria    |
| Renato Palma González         |         | Ind.    | 2 de abril de 2018      | 10 de agosto de 2019     |            | Sebastián Piñera Echenique |
| Sofía Rengifo Ottone          |         | Ind.    | 19 de agosto de 2019    | 10 de marzo de 2022      |            | Sebastián Piñera Echenique |
| Israel Castro López           |         | Ind.    | 11 de marzo de 2022     | En el cargo              |            | Gabriel Boric Font         |

## Estructura

### Dirección Nacional
La Dirección Nacional es la encargada de la administración del Instituto Nacional de Deportes. Está encabezada por el director Nacional, que es designado por el Presidente de la República de Chile. Hasta 2013 tenía el rango de subsecretario, año en que fue creada la Subsecretaría de Deportes de Chile. El director Nacional es, además, el jefe superior del servicio y ejerce su representación legal.
- Unidad de Auditoria Interna
- Unidad de Planificación y Control
- Complejo del Estadio Nacional

###### Direcciones Regionales
Las Direcciones Regionales de Deportes representan al IND en cada una de las Regiones de Chile. Están encargadas de desarrollar la Política Deportiva a nivel regional; financiando proyectos para el fomento de la actividad física y deportiva en las regiones. Cuenta con los mismos Departamentos (en teoría) que la Dirección Nacional.

#### Departamento Jurídico
- Unidad de transparencia, lobby y participación ciudadana
- Unidad de Convenios

#### Departamento de Alto Rendimiento
- Unidad de gestión y control de alto rendimiento
- Unidad de apoyo integral a deportista
- Unidad de desarrollo federativo
- Unidad de deporte competitivo
- Unidad de proyección deportiva
- Coordinación del Centro del Alto Rendimiento
  - Centro Nacional de Alto Rendimiento

#### Departamento de fiscalización y control de organizaciones deportivas
- Unidad de fiscalización
- Unidad de organizaciones deportivas
- Unidad de rendición de cuentas

#### División de Administración y Finanzas
- Departamento de Finanzas
  - Unidad de Presupuesto
  - Unidad de Contabilidad
  - Unidad de Tesorería

- Departamento de administración y gestión de abastecimiento
  - Unidad de oficina de partes y gestión documental
  - Unidad de abastecimiento
  - Unidad de administración

- Departamento de gestión y desarrollo de personas
  - Unidad de personal
  - Unidad de gestión, desarrollo y relaciones laborales
  - Unidad de remuneraciones
  - Unidad de bienestar y calidad de vida

- Departamento de informática

#### División de Actividad Física
- Unidad de gestión y control de actividad física y deporte
- Unidad de capacitación. estudios y Seguimientos

- Departamento de deporte formativo
  - Proyectos de deporte formativo:
    - Escuelas Estratégicas: son escuelas de deportes estratégicos establecidos por el IND, que tienen como objetivo el aprendizaje y perfeccionamiento de los fundamentos técnicos y tácticos de una disciplina deportiva.
    - 300 Escuelas de Fútbol: Escuelas de fútbol distribuidas por todo el país, que tienen como objetivo el aprendizaje y perfeccionamiento de los fundamentos técnicos y tácticos de este deporte.

- Departamento de deporte de participación social
  - Proyectos de deporte de participación social: Los proyectos de esta modalidad están dirigidos principalmente a personas de los sectores vulnerables del país, enfocados centralmente en la tercera edad, las dueñas de casa y las personas con discapacidad.
    - Escuelas Abiertas a la Comunidad: Talleres de actividades físicas recreativas en recintos deportivos de las escuelas del país.

- Departamento de evaluación y fomento de proyectos deportivos

#### División de infraestructura y recintos
- Departamento de Infraestructura
- Departamento de gestión de recintos
  - Estadio Víctor Jara
  - Parque Peñalolén
  - Centros deportivos integrales

## Eventos
- Juegos Deportivos Nacionales y Paranacionales
- Juegos Deportivos Escolares (JDE); Juegos Deportivos Escolares, que se realizan en todo el territorio Nacional. Tienen etapas Locales, Regionales y Nacionales. Los deportistas ganadores de estos Juegos representan a Chile en los Juegos Sudamericanos Escolares
- Juegos Binacionales; Competencias Deportivas para jóvenes entre los países de Chile, Argentina, Bolivia y Perú. Se realizan anualmente, alternándose el país anfitrión.
  - Juegos Trasandinos; en las regiones del norte del país (Chile, Argentina, Bolivia y Perú).
  - Juegos Binacionales de Integración Andina; en las regiones del centro del país (Chile y Argentina).
  - Juegos Binacionales de la Araucanía; en las regiones del sur del país (Chile y Argentina).

## Programas
- Chile se Mueve
  - Tiene por objetivo incrementar la práctica regular y sistemática de la actividad física en jóvenes, adultos y aquellos que pertenecen a la tercera edad.
- Chile Compite
  - Apoya y financia al Team Chile y al Team ParaChile en sus entrenamientos y competencias nacionales e internacionales. De esta manera, el Ministerio del Deporte y el IND desempañamos un rol protagónico para que nuestros deportistas brillen en grandes torneos, como son los Sudamericanos y Parasudamericanos, Panamericanos y Parapanamericanos, Mundiales y Juegos Olímpicos y Paralímpicos, por citar grandes ejemplos de competencias deportivas.
- Crecer en Movimiento
  - Modelo que apunta a un mayor desarrollo de las habilidades motrices de los preescolares, hacer efectiva las horas de educación física e integra por primera vez a los alumnos de la educación media.
- Promesas Chile
  - Programa que busca potenciar el desarrollo de nuestros mejores deportistas en las primeras fases del deporte competitivo para llevarlos hacia el Alto Rendimiento. Se centra en los procesos de detección, captación, proyección y desarrollo de deportistas entre 9 y 24 años; con un foco especial en aquellos con miras a la participación chilena en los Juegos Panamericanos y Parapanamericanos Santiago 2023 y a las competencias del ciclo olímpico. Esto implica focalizar deportes y recursos de acuerdo a la realidad de cada región.
- Patrimonio Deportivo

## Instrumentos de Fomento Deportivo
- Fondo Nacional para el Fomento del Deporte (FONDEPORTE)

El FONDEPORTE, es la herramienta más importante que posee el IND para el fomento de la actividad física y el deporte. Tiene por objeto financiar proyectos para práctica y desarrollo del deporte en sus diversas modalidades (proyectos deportivos).
La asignación de recursos por parte del FONDEPORTE se efectúa a través de un sistema de concurso público.
El FONDEPORTE está constituido por una cuota nacional y por quince cuotas regionales. La cuota nacional es administrada por la dirección nacional y financia proyectos deportivos de carácter nacional. Similarmente, las cuotas regionales son administradas por las respectivas direcciones regionales y están destinadas a proyectos deportivos que sean ejecutados dentro del territorio regional.
La selección de los proyectos a ser financiados con recursos del FONDEPORTE se efectuará anualmente mediante concurso público convocado por el IND.  Postulan principalmente a este concurso instituciones deportivas que están inscritas en el IND. También pueden postular universidades, municipalidades, etc. La postulación a este concurso dura 60 días, luego tiene lugar un proceso de evaluación (30 días), la publicación de los resultados y formalizar los proyectos que fueron adjudicados.
- Donaciones con fines deportivos

Las donaciones recursos son aportados por los privados a las organizaciones deportivas para financiar proyectos deportivos presentados a Chiledeportes. Los privados que realizan esta donación tienen derecho a una franquicia tributaria que podría descontar hasta el 58% de la donación.
- Subsidio para el deporte

El "Subsidio para el Deporte" consiste en un aporte estatal directo que se otorga por una sola vez a la institución deportiva, destinado a la compra o construcción de recintos deportivos. Para que una institución deportiva pueda acceder a este subsidio, deberá tener una cuenta de ahorro,  en donde tenga dinero ahorrado para la compra o construcción del recinto deportivo.
- Concesiones de Recintos Deportivos

Las instituciones deportivas pueden administrar recintos deportivos de propiedad del IND. Para eso el IND solicita ciertas disposiciones tanto administrativas como técnicas que determinarán las condiciones y características de cada administración.

## Controversias

### Críticas hacia el IND
Desde su creación el IND ha enfrentado muchas críticas, principalmente por la forma de manejar los fondos públicos y por el carácter político que tomó la Institución. Una de las principales críticas está dirigida hacia la gran cantidad de Directores que han pasado por esta Institución desde su creación (9 desde 2001), así como la idoneidad de estos. A comienzos del año 2007 la Directora de la época Catalina Depassier falseó sus acreditaciones académicas en su currículum (diciendo que se licenció de Filosofía en la Universidad de Chile, cuando sólo cursó un semestre). Tras la denuncia de esta irregularidad, la página web del gobierno fue modificada. El 22 de enero de 2007 Depassier presenta su renuncia. La Presidenta Michelle Bachelet ofreció en ese momento el cargo a Aldo Schiappacasse, quien lo rechazó, por lo que Depassier fue reemplazada interinamente por Ernesto Moreno. El 14 de marzo de 2007, Michelle Bachelet nombra a la psicóloga Ana Loreto Ditzel (DC) como subsecretaria de Chiledeportes, la cual es fuertemente cuestionada por parlamentarios de la Alianza por Chile, debido a sus vínculos con el caso Spiniak. Ditzel renunció al día después de su nombramiento. Asume la subsecretaría el señor Ricardo Vorpahl, el cual también renuncia el día 30 de julio por razones familiares. Sin embargo, su renuncia se le asocia a cuestionamientos de proyectos presentados en 2005 y 2006 por el organismo "Chile Volei", que él presidía y que presentaban anomalías. Es reemplazado por Jaime Pizarro, exfutbolista y profesor de educación física.
Otro de los problemas que ha debido enfrentar este organismo son los escándalos de corrupción en los que se ha visto envuelto. En octubre de 2006 se descubrieron muchas irregularidades en los proyectos financiados por el IND. Las irregularidades descubiertas fueron las siguientes:
- Muchos proyectos que recibieron dineros del IND no se ejecutaron nunca. Las organizaciones presentaron las boletas de gastos del proyecto, pero se descubrió que esas boletas eran falsas.
- Otros proyectos no realizaban las actividades para las cuales fueron aprobadas.
- Muchos proyectos eran asignados por intereses políticos, o para que políticos de Gobierno figuraran como los que entregaban los dineros.
- Para la realización de programas de interés nacional (Juegos Escolares, Juegos Binacionales, etc.…) el IND debía solicitar a otra instituciones deportivas para que presentaran los proyectos, ya que el IND no estaba facultado para utilizar dineros del FONDEPORTE, por lo que se producía una “triangulación” de los recursos.

Este escándalo permitió descubrir otros problemas que venían de hace mucho tiempo atrás, siendo los más significativos:
- Los cargos (y los sueldos) más altos se concentraban en su mayoría en la Dirección Nacional, donde muchos de los jefes provenían de los partidos políticos y no poseían conocimientos en Deporte.
- Todos los directores regionales eran elegidos por el intendente regional, nombrados por pertenecer a los partidos políticos de gobierno y generalmente no poseían conocimientos en Deporte.
- la gran rotación de autoridades.

A raíz de todos estos problemas, el gobierno de la época tomó medidas para revertir estas situaciones, entre los cuales se definió:
- Todas las jefaturas serán llevadas a concurso, es decir, se elegirá a los jefes por el currículum y la experiencia.
- Se eliminaron las asignaciones directas de fondos.
- Se externalizó la evaluación de los proyectos, es decir, los proyectos deportivos no son evaluados por el IND.
- Se contrató personal para fiscalizar los gastos en los proyectos.
- Se buscó modificar la Ley del Deporte.

Debido a todas estas críticas, la entonces Presidenta de la República, Michelle Bachelet, envió en diciembre de 2007 un proyecto de ley al Congreso que creaba el cargo de Ministro del Deporte y la Juventud. La misión de este cargo sería proponer las bases para la creación del nuevo Ministerio. Sin embargo, producto del debate parlamentario, dicho proyecto de ley fue sustituido a fines de 2008 por otro, que crea derechamente el Ministerio del Deporte y la Juventud, el cual, asesorado por sendos consejos consultivos especializados, tendrá a su cargo la elaboración de las políticas públicas deportiva y juvenil, que serán ejecutadas a través de los Institutos Nacional de Deportes (Chiledeportes) y Nacional de la Juventud (INJUV).